# Самойленко Олександр Степанович
Олександр Степанович Самойленко (нар. 17 жовтня 1965, смт Антонівка, Херсонської міської ради,Херсонської області) — український політичний діяч, заступник голови Херсонської обласної державної адміністрації, Голова Херсонської обласної ради з 4 грудня 2020 року кандидат юридичних наук, 2021 року.

## Життєпис
Народився 17 жовтня 1965 у смт Антонівка, Херсонської міської ради, Херсонської області в українській сім'ї.[джерело?]
Батько — Степан Миколайович Самойленко (нар. 15 квітня 1923 року, м. Одеса — 7 травня 1966 м.Херсон). З 1941 по 1945 роки — військовий розвідник, в складі 295 Херсонської стрілецької дивізії, тричі кавалер ордена «Червоної зірки», повний кавалер ордена « Вітчизняної війни». Отримав медалі За «відвагу» та « За бойові заслуги» і ще більше як 20 державних нагород.[джерело?]
Мати — Ганна Гаврилівна Самойленко (нар. 15 вересня 1927 року, село Іванківці Городоцького району, Хмельницької області — 11 грудня 1994 року, похована у м.Херсон).[джерело?]
Сестра — Неля Іванівна Михайленко (нар. 27 квітня 1950 року, село Турчинці Городоцького району, Хмельницької області) в даний час на пенсії, проживає в м.Херсон.[джерело?]

### Сім'я
Дружина — Наталія Борисівна Шейко (нар. 15 квітня 1982 року, смт Тересва Тячівський району, Закарпатської області) — нині працює директоркою на підприємстві «Центральний ринок» Херсонської обласної спілки споживчих товариств.
Олександр Самойленко має 3-ьох дітей: донька — Олександра (нар. 2003 року), сини Марк (нар. 2009 року) і Філіп (нар. 2013 року).[джерело?]

### Освіта
У 1982 році вступив до Херсонського сільськогосподарського інституту імені О. Д. Цюрупи на факультет « Гідромеліорація».[джерело?]
У період з 1983 по 1985 роки проходив службу в лавах Збройних Сил СРСР.[джерело?]
У 2007 році закінчив заочно Дніпропетровський державний університет внутрішніх справ, «Правознавство», юрист.[джерело?]
У 2020 році в Університеті митної справи та фінансів захистив дисертацію та здобув науковий ступінь кандидата юридичних наук.[джерело?]
У 2021 році закінчив Херсонський національний технічний університет, «Публічне управління та адміністрування».

## Трудова діяльність
У 1992 році розпочав службу в органах внутрішніх справ УМВС України в Херсонській області.[джерело?]
У 2009 році залишив лави органів внутрішніх справ у званні полковника ГУ УМВС України в Херсонській області, м. Херсон.[джерело?]
1 вересня 2020 — грудень 2020 року — заступник голови Херсонської обласної державної адміністрації з питань соціальної та гуманітарної політики.[джерело?]
У жовтні 2020 обраний депутатом Херсонської обласної ради від партії «Слуга народу».[джерело?]
З 4 грудня 2020 року — голова Херсонської обласної ради.[джерело?]

## Політична діяльність
У грудні 2020 року був обраний депутатом Херсонської обласної ради від партії «Слуга народу».[джерело?]

## Нагороди та звання
- Почесне звання «Заслужений працівник сфери послуг України» (2020)[3]
- Орден козацької честі[4]